# Брострём, Гуннель
Гуннель Эстер Маргарета Брострём (швед. Gunnel Ester Margareta Broström; 1921—2012) — шведская театральная и киноактриса, а также театральный режиссёр.
Была пионером шведской телевизионной драмы.

## Биография
Родилась 25 октября 1921 года в Стокгольме в семье трамвайного кучера Эрика Эмануэля Брострёма и его жены Эстер Августы (урождённая Петтерссон).
Уже в школьном возрасте Гуннель заинтересовалась театральными выступлениями, а также начала заниматься танцами у шведской танцовщицы Лаллы Кассель. Однако девочке пришлось прервать учёбу и вместо этого начать работать. Тем не менее, она была настроена на проофессию актёра и, несмотря на сопротивление отца, который выступал против её планов, начала брать уроки театрального искусства. Училась речи в стокгольмской школе Stockholms borgarskola у оперной актрисы Манды Бьёрлинг, которая поощряла её двигаться дальше.
В 1941 году Гуннель Брострём поступила в драматическую школу Dramatens elevskola. Уже в следующем году, во время учёбы, она дебютировала на сцене Королевского драматического театра в оперетте «Орфей в аду» Жака Оффенбаха. В 1943 году, по окончании школы, устроилась на постоянную работу в Королевский драматический театр. Её большой прорыв на сцене произошёл в 1946 году в пьесе Жана-Поля Сартра «За закрытыми дверями». В эти же годы Брострём начала карьеру в кино, дебютировав в фильме «Rid i natt!» Густава Муландера. В 1948 году, получив стипендию от театральной организации Fackförbundet Scen & Film, совершила поездку в Париж и Лондон для продолжения театрального образования. Там познакомилась со шведской актрисой Май Сеттерлинг, с которой поже снималась в кино.
В 1949 году Брострём покинула Драматический театр и переехала в Соединённые Штаты, где в том же году вышла замуж за пилота Джорджа Талли (George Kirk Tally) и поселилась в пригороде Лос-Анджелеса. Актёрскую карьеру в США она не продолжала, желая жить нормальной семейной жизнью. Но овдовев в 1952 году, вернулась в Швецию. В середине 1950-х годов она недолго проработала в Городском театре Хельсингборга, а затем в Городском театре Гётеборга (в 1955—1958 годах). После этого, проработав два года в Телевизионном театре Швеции, она снова была приглашена в Королевский драматический театр, где работала в 1960—1967 годах.
В 1967 году Гуннель Брострём работала на шведском телевидении в качестве продюсера документальных фильмов, участвовала также в ряде телевизионных театральных постановок, снялась примерно в тридцати фильмах. После долгого отсутствия на театральной сцене, актриса была приглашена в 1987 году в Teater 9 директором Стефаном Йоханссоном в качестве приглашенной звезды в спектакль «Kvartett». Там же в 1992 году она выступила в постановке, с успехом сыграв Карен Бликсен.
В 1964 году была удостоена приза Svenska Dagbladets Thaliapris.
Умерла 28 июня 2012 года в Стокгольме, была похоронена на кладбище Bromma kyrkogård.
С 1958 года Гуннель Брострём была замужем за журналистом Густавом Оливекроной, от которого у неё были сын и дочь.